# Ale Rauen
Ale Rauen, nome artístico de Alessandra Westarb Rauen (Curitiba, 29 de abril de 1976) é uma DJ brasileira.

## Principais eventos
- Coachella Valley Music and Arts Festival[1]

- Camarote Salvador 2008 - Female Angels
- Cruzeiro Ministry of Sound (MOB on Board)
- Festa Helvetia - Tenda da Pacha
- Fat Boy Slim em Uberlândia
- Club Alma - Bogotá na Colombia.
- Winter Conference Music em Miami Beach EUA.
- Lótus - Montevideo no Uruguai.
- Ibiza Open - Santa Cruz dela Sierra na Bolívia.
- 4 turnês nos EUA: Texas, Califórnia, Las Vegas (com Kaskade no Encore Beach) e Miami (we love brasil, mynt e nikki beach) na semana do UMF e datas como Amnesia em Miami
- Réveillon Oficial no Ocean Club no Balneário Punta Del Este no Uruguai.
- Turnê no EUA na seguinte cidade Miami, Nova York, Washington e Filadelphia.
- Prêmios AIMEC 2009 e 2010
- Salvador Weekend – fechou para o Eric Morillo
- Vacaloca com Martin Solveig
- Helvetia por 2 anos
- UMF Brasil
- Residente da Festa a Fantasia do Tite
- Reveillon Beach Ball na Bahia
- Reveillon Punta e Trancoso
- MOB festival 3 x
- Toca há 5 anos no Camarote Salvador

## Prêmios
- Dj Revelação do Brasil pela revista DJ Sound.[3]
- Dj Top 10 do Brasil pela revista DJ Sound.[3]
- Vencedora do prêmio melhor DJ Mulher da AIMEC Awards 2009 e 2010.
- 10 lugar no top 100 da DJ Sound, 2008.
- 29 lugar no top 50 pela revista House Mag.[3]
- 21 lugar no top 100 Electro Mag 2011.